# 有備館車站
有備館車站 （日语：／ Yūbikan eki */?）是一由東日本旅客鐵道（JR東日本）所經營的鐵路車站，位於日本宮城縣大崎市，是JR東日本陸羽東線沿線的一個無人車站。有備館車站位於JR東日本仙台支社的管轄範圍內，由古川車站負責管理。

## 車站結構
有備館車站內設有一座側式月台一條乘車線，僅設有一間候車室的該站實際上是與岩出山公民會館連結在一起。1996年時才新築的有備館車站是為了作為當地知名的古蹟建築、擁有「日本最古老學校」稱號的有備館之主要進出動線而設，與有備館及其附屬的迴遊式庭園僅有一街之隔。除了有備館外，在庭園後方不遠處的城山公園及周遭幾個學校的校園，是伊達政宗的居城、岩出山城在拆毀之後所遺留下的城址。
2002年時，有備館車站以「為了日本最古老的教學設施『有備館』而設的車站」（日本最古の学問所『有備館』の施設のためにできた駅）之評價，入選東北車站百選。

## 相鄰車站
東日本旅客鐵道
■陸羽東線
岩出山－有備館－上野目